# Scottish Professional Championship 1985
Die Scottish Professional Championship 1985 war ein professionelles Snookerturnier ohne Einfluss auf die Snookerweltrangliste (Non-ranking-Turnier), das vom 5. bis zum 10. Februar 1985 im Rahmen der Saison 1984/85 in Marco’s Leisure Centre im schottischen Edinburgh zur Ermittlung des schottischen Profimeisters ausgetragen wurde. Der Eigentümer des Clubs, Bert Demarco, nahm selbst am Turnier teil. Zum dritten Mal gewann Murdo MacLeod das Endspiel gegen Eddie Sinclair. Zudem spielte er mit einem 77er-Break das höchste Break des Turnieres, da es keine Century Breaks gab.

## Preisgeld
Das Turnier hatte zwar keinen Hauptsponsor, wurde aber erstmals mit 1.000 Pfund Sterling je Teilnehmer von der World Professional Billiards & Snooker Association unterstützt. Insgesamt konnten sogar 10.000 Pfund Sterling ausgeschüttet werden, wobei etwas weniger als ein Drittel auf den Sieger entfiel.
|                 | Preisgeld |
| --------------- | --------- |
| Sieger          | 3.000 £   |
| Finalist        | 2.000 £   |
| Halbfinalist    | 1.000 £   |
| Viertelfinalist | 750 £     |
| Insgesamt       | 10.000 £  |

## Turnierverlauf
Es nahmen acht der zehn schottischen Profispieler am Turnier teil, die übrigen beiden Schotten waren aber de facto nicht mehr als Profispieler aktiv. So konnte direkt mit dem Viertelfinale begonnen werden, ab dem der Turniersieger im K.-o.-System entschieden wurde. Viertel- und Halbfinale fanden im Modus Best of 11 Frames statt, das Finale wurde im Modus Best of 19 Frames statt.

|  | Viertelfinale Best of 11 Frames | Viertelfinale Best of 11 Frames |                |    | Halbfinale Best of 11 Frames | Halbfinale Best of 11 Frames |  |  | Finale Best of 19 Frames | Finale Best of 19 Frames |
|  |                                 |                                 |                |    |                              |                              |  |  |                          |                          |
|  | Murdo MacLeod                   | 6                               |                |    |                              |                              |  |  |                          |                          |
|  | Eddie McLaughlin                | 4                               |                |    |                              |                              |  |  |                          |                          |
|  | Eddie McLaughlin                | 4                               | Murdo MacLeod  | 6  |                              |                              |  |  |                          |                          |
|  |                                 |                                 | Murdo MacLeod  | 6  |                              |                              |  |  |                          |                          |
|  |                                 | Matt Gibson                     | 4              |    |                              |                              |  |  |                          |                          |
|  | Ian Black                       | Matt Gibson                     | 4              | 2  |                              |                              |  |  |                          |                          |
|  | Ian Black                       |                                 |                | 2  |                              |                              |  |  |                          |                          |
|  | Matt Gibson                     | 6                               |                |    |                              |                              |  |  |                          |                          |
|  |                                 |                                 | Murdo MacLeod  | 10 |                              |                              |  |  |                          |                          |
|  |                                 | Eddie Sinclair                  | 2              |    |                              |                              |  |  |                          |                          |
|  | Eddie Sinclair                  | 6                               |                |    |                              |                              |  |  |                          |                          |
|  | Bert Demarco                    | 3                               |                |    |                              |                              |  |  |                          |                          |
|  | Bert Demarco                    | 3                               | Eddie Sinclair | 6  |                              |                              |  |  |                          |                          |
|  |                                 |                                 | Eddie Sinclair | 6  |                              |                              |  |  |                          |                          |
|  |                                 | John Rea                        | 2              |    |                              |                              |  |  |                          |                          |
|  | Jim Donnelly                    | John Rea                        | 2              | 2  |                              |                              |  |  |                          |                          |
|  | Jim Donnelly                    |                                 |                | 2  |                              |                              |  |  |                          |                          |
|  | John Rea                        | 6                               |                |    |                              |                              |  |  |                          |                          |

### Finale
Zum dritten Mal in Folge erreichten Murdo MacLeod und Eddie Sinclair gemeinsam das Finale, für Sinclair war es sogar das vierte Endspiel in Folge. Diesmal hatte er sogar drei Frames weniger für den Finaleinzug gebraucht als MacLeod. Dieser ging dafür als erstes in Führung, Sinclair konnte aber jeweils mit 2:1 und 3:2 wieder nahe an ihn herankommen. Doch dann brach Sinclairs Form ein, und MacLeod gewann die nächsten Frames, um beim Endstand von 10:2 seinen dritten Turniersieg bei der Scottish Professional Championship feiern zu können. Im finalen 12. Frame spielte er sogar noch mit einem 77er-Break das höchste Break des Turnieres.
| Finale: Best of 19 Frames Marco’s Leisure Centre, Edinburgh, Schottland, 10. Februar 1985    |                |                |
| Murdo MacLeod                                                                                | 10:2           | Eddie Sinclair |
| 57:17, 25:86, 59:36, 67:36, 21:78, 66:34, 71:24, 61:36, 70:17 (62), 60:57, 55:53, 99:13 (77) |                |                |
| 77                                                                                           | Höchstes Break | –              |
| –                                                                                            | Century-Breaks | –              |
| 2                                                                                            | 50+-Breaks     | –              |